# Sergio Quoiani
Sergio Quoiani (Roma, 12 aprile 1927 – 11 luglio 1992) è stato un calciatore italiano, di ruolo attaccante.

## Carriera
Debutta in Serie B nel campionato 1952-1953 con il Catania, disputando 26 presenze e segnando 8 gol nell'arco di due stagioni.
Viene successivamente girato per un anno al Messina dove gioca 19 partite e mette a segno 7 reti nel campionato di Serie B 1954-1955, per tornare a Catania dove gioca per un altro anno in Serie B.
Passa infine al Lecco, con cui conquista la promozione in Serie B nel 1956-1957 e l'anno seguente disputa la sua ultima stagione tra i cadetti giocando 23 gare e segnando 4 reti.

## Palmarès

### Club

#### Competizioni nazionali
- Serie B: 1

Catania: 1953-1954